# هيغويرا دي ليرينا
بلدية هيغويرا دي ليرينا (بالإسبانية: Higuera de Llerena)‏, هي إحدى بلديات مقاطعة بطليوس, التي تقع في منطقة إكستريمادورا, والتي تقع في غرب إسبانيا.
يبلغ عدد سكانها 422 نسمة وفقاً لإحصائية سنة (2002).